# Andrés Túñez
Andrés Túñez est un ancien footballeur vénézuélien, né le 15 mars 1987 à Caracas. Il évoluait au poste de défenseur central.

## Palmarès
Vierge

## Statistiques
| Saison    | Club            | Pays               | Championnat       | Coupes nationales | Coupes d'Europe | Venezuela    |
| --------- | --------------- | ------------------ | ----------------- | ----------------- | --------------- | ------------ |
| 2006-2007 | Celta de Vigo B | Segunda Division B | 9 matchs          | -                 | -               | -            |
| 2007-2008 | Celta de Vigo B | Segunda Division B | 23 matchs         | -                 | -               | -            |
| 2008-2009 | Celta de Vigo B | Segunda Division B | 25 matchs         | -                 | -               | -            |
| 2009-2010 | Celta de Vigo B | Segunda Division B | 16 matchs         | -                 | -               | -            |
| 2009-2010 | Celta de Vigo   | Liga Adelante      | 16 matchs / 1 but | 7 matchs          | -               | -            |
| 2010-2011 | Celta de Vigo   | Liga Adelante      | 7 matchs / 1 but  | 1 match           | -               | -            |
| 2011-2012 | Celta de Vigo   | Liga Adelante      | 29 matchs / 1 but | -                 | -               | 3 sélections |
| 2012-2013 | Celta de Vigo   | Liga BBVA          | 28 matchs         | 3 matchs          | -               | 6 sélections |

Dernière mise à jour le 25 mai 2013